# Едвард Шилз
Едвард Шилз (англ. Edward Shils, 1 червня 1911, Чикаго — 23 січня 1995, там само) — американський соціолог, представник структурного функціоналізму.

## Біографія
Шилз навчав соціології та соціальній думці, хоча не мав формального ступеня у цих сферах. Його бакалаврський диплом з Пенсильванського університету був з французької літератури. На нього звернув увагу Луїс Вірт, визначний соціолог з Чиказького університету, який найняв Шилза як дослідницького асистента. Згодом Шизл став отримав визнання як видатний викладач у галузі соціології. Його знання літератур багатьох культур і сфер було вражаючим. Він викладав соціологію, соціальну філософію, англійську літературу, історію китайської науки та інші предмети.
Будучи спеціалістом з робіт Макса Вебера, він також перекладав праці соціолога Карла Маннгайма на англійську. Протягом Другої світової війни служив у Британській армії та Управлінні стратегічних служб США. Після повернення в Чикаго він був призначений ад'юнкт-професором (англ. Associate Professor) у 1947 і професором у 1950. У 1971 йому було надано титул заслуженого професора (англ. Distinguished Service Professor).
Багато років Шилз поєднував викладання в Чикаго та інших університетах. Він був: лектором з соціології в Лондонській школі економіки (1946-1950), співробітником Королівського коледжу в Кембриджі (1961-1970) та Петерхаусу в Кембриджі (1970-1978), почесним професором соціальної антропології в Лондонському університеті (1971-1977), а також професором в Лейденському університеті (1976-1977).
Він намагався поєднати дослідницькі традиції німецької та американської соціології. Привів у Чиказький університет визначних європейських істориків і соціологів, зокрема А. Момільяно, Р. Арона та інших.
Він помер у січні 1995, залишивши по собі сина Адама Шилза, онука Сема Шилза і племінника Едварда Бенджаміна Шилза, професора-емерита Пенсильванського університету.

## Наукові погляди
Шилз відрізнявся широкими знаннями в різних галузях історії та культури, особливо його цікавили Велика Британія, Індія і Китай. Теоретичні розробки Шилза були зосереджені довкола функціональної ролі центру і периферії в суспільстві, місця інтелектуалів у підтримці традицій і процесах модернізації, соціології освіти та академічних професій. Разом з Т. Парсонсом розвивав загальну теорію соціальної дії.
Значний внесок Шилз вніс в наукову розробку макросоціологічної теорії, проблем дефініції суспільства. Кожне суспільство, на думку Шилза, складається з центру і периферії, від взаємовідношення яких залежить тип суспільства. Шилз виділив і досліджував кілька типів взаємозв'язку між ними і відповідно кілька типів суспільства. Сучасне суспільство, з його точки зору, на відміну від попередніх і східних суспільств, де харизма найчастіше розташовувалася в центрі, характеризується більш широким її розподілом. Основними чинниками, які створюють і зберігають суспільство, є, з точки зору Шилза, центральна влада, згода та територіальна цілісність.
Особливу увагу, як інтегруючому фактору, Шилз надавав культурі, виділяючи головну (центральну) культуру і варіантні культури. Для ефектного функціонування суспільства центральна культурна система повинна включати продукти культури, позитивно орієнтовані до центральної інституційної системи. У разі розбіжності між ними центральна інституційна система втрачає свою законність, що веде до соціального конфлікту і порушення соціального порядку. Шилз — прихильник концепції рівноваги, відповідно до якої суспільство розглядається як система, що відновлює «соціальний порядок» в умовах порушення його рівноваги.
Шилз є піонером досліджень соціологічних теорій. Він підкреслює важливість вивчення соціологічних традицій, історії соціології для формування сучасних поглядів на суспільство. У сфері наукових інтересів Шилза знаходяться також соціальні групи сучасного капіталістичного суспільства, в т.ч. інтелектуальні групи і інститути, що виробляють «інтелектуальну продукцію». Шилз першим запропонував досліджувати метрополії та провінції у зв'язку з різним становищем, складом інтелектуальних груп; простежив становлення, розвиток, роль і місце інтелектуалів як у розвинених країнах (США, Великій Британії та ін.), так і в країнах «третього світу». Його робота в цій області зробила помітний вплив на подальше дослідження інтелектуальних еліт в західній соціології. Шилз — один з авторів концепції деідеологізації. Саме він дав назву цієї концепції, висунувши гасло «кінець ідеології» як спробу обґрунтування «чистої», вільної від ціннісних суджень соціальної науки.

## Визнання
Член Американської академії наук та мистецтв, Американського філософського товариства. Лауреат премії Бальцана (1983).
У 1979 він був обраний Національним ендавментом для гуманітаристики (англ. National Endowment for the Humanities), щоб прочитати Джеферсонську лекцію (англ. Jefferson Lecture), що є найвищим відзначенням, яке надається федеральною владою США за визначні інтелектуальні досягнення в гуманітарних науках.
У корпусі досліджень соціальних наук Чиказького університету нині є Читальна зала ім. Едварда Шилза, де висить його велике фото.

## Цікаві факти
Письменник, лауреат Нобелівської премії з літератури, Сол Беллоу, який дружив з Шилзом, використав його окремі риси в образі Рахміеля Когона, одного з героїв свого роману Ревелштайн (2000).

## Праці
- Toward a General Theory of Action (у співавторстві з Т. Парсонсом, 1952)
- The Torment of Secrecy: The Background & Consequences Of American Security Policies (Chicago: Dee 1956)
- The Intellectual Between Tradition and Modernity: The Indian Situation (1961)
- Theories of Society: Foundations of Modern Sociological Theory (з Дж. Р. Піттсом і Т. Парсонсом, 1961)
- The Intellectuals and the Power (1972)
- Center and periphery: essays in macrosociology (1975)
- The Calling of Sociology, and Other Essays on the Pursuit of Learning (1980)
- Tradition (1981)
- On the Constitution of Society (1982)
- The Academic Ethos (1984)
- Portraits: A Gallery of Intellectuals (1997)
- A fragment of a sociological autobiography: the history of my pursuit of a few ideas (2006)